# Egerton Marcus
Egerton Tobias Marcus (* 2. Februar 1965 in Georgetown, Britisch-Guyana) ist ein ehemaliger kanadischer Boxer guyanischer Herkunft.

## Amateur
Egerton Marcus, dessen Onkel Charles Amos für Guyana an den Olympischen Spielen 1968 teilnahm, war kanadischer Meister der Jahre 1985 im Halbschwergewicht (-81 kg) und 1986 und 1987 im Mittelgewicht (-75 kg).
Marcus belegte beim Weltcup-Turnier 1985 in Seoul den zweiten Platz im Halbschwergewicht, er unterlag im Finale Nurmagomed Schanawasow aus der Sowjetunion vorzeitig. Im selben Jahr gewann er außerdem die Nordamerikameisterschaften. Im Jahr 1986 scheiterte er für Kanada startend im Mittelgewicht (bis 75 kg) bei der Amateurweltmeisterschaft in Reno schon in der ersten Turnierrunde am Kubaner Julio Quintana. 1988 bei den Olympischen Spielen in Seoul gelangen dem schlagkräftigen Marcus gegen die ersten beiden Gegner KOs. Im Viertelfinale bezwang er dann Sven Ottke nach Punkten, brach sich aber auf dem Weg ins Finale die Schlaghand und war dort gegen Henry Maske chancenlos.

## Profi
1989 wechselte er dann in das Profilager, aber auch als Profi im Halbschwergewicht hatte er ständige Verletzungssorgen. Vor allem bereiteten ihm seine Hände Probleme, die ihn zum einen kaum boxen ließen (nur 14 Kämpfe in den ersten sechs Jahren), zum anderen seine Schlagkraft nahmen. Den mehrfach KO gegangenen Earl Butler konnte er so beispielsweise nicht vorzeitig besiegen, ebenso wenig wie Guy Stafford, der die letzten vier Kämpfe verloren hatte, unter anderem gegen einen Supermittelgewichtler durch KO. Der einzige bekannte Name in seiner Bilanz war Olympiasieger Andrew Maynard, der vorher mehrfach KO gegangen war und im Profibereich nicht zur Weltklasse gehörte. Maynard verlor vorzeitig, weil er aufgab. Auch ihn konnte Marcus nicht klassisch KO schlagen, wie er es als Amateur noch reihenweise getan hatte. Zudem hatte er große Gewichtsprobleme, obwohl das Halbschwergewicht der Profis vier Kg über dem Amateurmittelgewichtslimit lag.
Er bekam seinen einzigen Weltmeisterschaftskampf am 11. Februar 1995 gegen seinen alten Gegner Maske, hatte aber nicht die Energie, den Kampf ausgeglichen zu gestalten und verlor hoch nach Punkten.  Er boxte nie mehr in dieser Klasse. Aber auch im Cruisergewicht war er völlig erfolglos, er erreichte ein Unentschieden und ging gegen den eher schlagschwachen Brian LaSpada KO. Seine letzten Kämpfe bestritt er als Schwergewichtler. Nach einer weiteren vorzeitigen Niederlage im Kampf um die kanadische Meisterschaft im Schwergewicht gegen Donovan Ruddock beendete er seine Karriere.